# Guyunhu
Guyunhu (kinesiska: 崮云湖街道, 崮云湖) är en socken i Kina. Den ligger i provinsen Shandong, i den östra delen av landet, omkring 25 kilometer sydväst om provinshuvudstaden Jinan. Antalet invånare är 104 823. Befolkningen består av 55 815 kvinnor och 49 008 män. Barn under 15 år utgör 6,0 %, vuxna 15-64 år 89 %, och äldre över 65 år 3,0 %.
Genomsnittlig årsnederbörd är 814 millimeter. Den regnigaste månaden är juli, med i genomsnitt 274 mm nederbörd, och den torraste är januari, med 7 mm nederbörd.